# Afton (Nova York)
Afton és una població dels Estats Units a l'estat de Nova York. Segons el cens del 2000 tenia 836 habitants.

## Demografia
Segons el cens del 2000, Afton tenia 836 habitants, 366 habitatges, i 237 famílies. La densitat de població era de 212,4 habitants/km².
Dels 366 habitatges en un 27,6% hi vivien nens de menys de 18 anys, en un 48,6% hi vivien parelles casades, en un 11,5% dones solteres, i en un 35,2% no eren unitats familiars. En el 34,2% dels habitatges hi vivien persones soles el 18,6% de les quals corresponia a persones de 65 anys o més que vivien soles. El nombre mitjà de persones vivint en cada habitatge era de 2,27 i el nombre mitjà de persones que vivien en cada família era de 2,86.
Per edats la població es repartia de la següent manera: un 22,7% tenia menys de 18 anys, un 7,5% entre 18 i 24, un 26,3% entre 25 i 44, un 22,8% de 45 a 60 i un 20,6% 65 anys o més.
L'edat mediana era de 41 anys. Per cada 100 dones de 18 o més anys hi havia 87,2 homes.
La renda mediana per habitatge era de 34.412 $ i la renda mediana per família de 38.194 $. Els homes tenien una renda mediana de 30.972 $ mentre que les dones 21.250 $. La renda per capita de la població era de 17.299 $. Entorn del 9,3% de les famílies i el 9,8% de la població estaven per davall del llindar de pobresa.